# تبديل عديد البروتوكولات باستخدام المؤشرات التعريفية

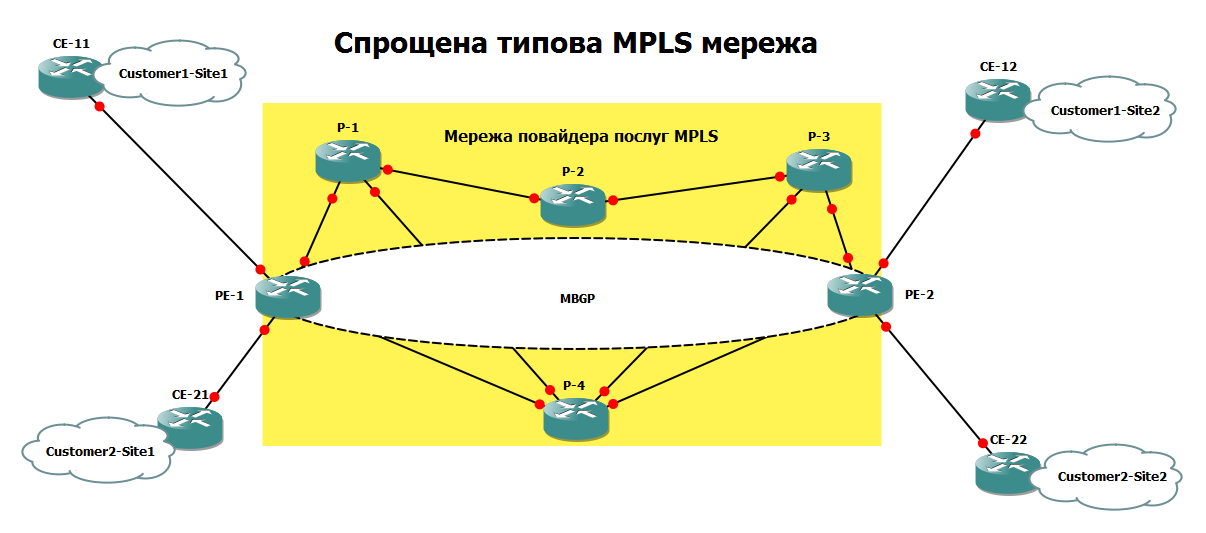

التبديل متعدد الاتفاقيات باستخدام المؤشرات التعريفية (بالإنجليزية: Multiprotocol label switching)‏ عبارة عن تقنية لنقل البيانات تعمل على شبكات المناطق الواسعة أو WAN لتحسين عمل شبكات مقدمي خدمات الإنترنت ISPs ، يستخدم مزودوا خدمات الإنترنت ISPs هذه التقنية للاستفادة من قدرتها علي هندسة حركة مرور البيانات في الشبكة.
مقسم البروتوكولات المتعددة MPLS هي التكنولوجيا الجديدة التي تقدم لفتح شبكة الإنترنت من خلال توفير العديد من الميزات الإضافية
وخدمات التطبيقات التي تستخدم بروتوكول الإنترنت كال Frame Relay, ATM, or Ethernet. مقسم البروتوكولات المتعددة باستخدام تسميات البيانات إلى تقسيم حزم البيانات. يجب أن يتم توزيع هذه الحزم بين العقد التي تشكل الشبكة.
العديد من الخدمات الجديدة التي تريد مزودي خدمة الإنترنت لتقديم وظائف تعتمد على هندسة المرور. هناك
حاليا توزيع تسمية اثنين من البروتوكولات التي توفر الدعم للهندسة المرور:
بروتوكول حجز الموارد (RSVP) والقيد على أساس التوزيع تسمية دأب
البروتوكول (CR-LDP).
على الرغم من أن هذين البروتوكولين يعملان على تقديم مستوى مماثل من الخدمة، إلا أن الطريقة التي يعملون بها مختلف، تعمل البروتوكولات على تقديم معلومات واضحة وذلك عند الحاجة للمساعده على تحديد أي بروتوكول لتنفيذه في حركة المرور
هندسة شبكة مقسم البروتوكولات المتعددة. كل بروتوكول وحامل اللقب.
مع التسليم بأن اختيار بروتوكول توزيع التسمية هو أمر حاسم لنجاح الجهاز
وهذه المقالة تفسر التشابه و
الاختلافات بين هذين البروتوكولين، للمساعدة في تحديد البروتوكول الذي هو واحد الحق في استخدام في
خاصة بالبيئة.
مقسم البروتوكولات المتعددة تقدم حلولا لكل RSVP و (CR-LDP).
بالإضافة انها أحد تقنيات التي تعتمدها شركة cisco في أجهزة الحديثة، وهذة روابط الشركة التي قد تلقى فيها معلومات عديدة عن هذه التقنية

## الدور والأداء
يعتبر MLPSنظام متعدد المواهب ذكي قابل للتحكم، وبرتوكول النقل المستقل في شبكة MLPS يتم تعيين حزم البيانات وحزم إعادة توجييه القرارات والتي تتم فقط علي محتويات هذا التصنيف.بدون الحاجة إلى فحص الحزمة نفسها وهذا يسمح لاجاد نهاية الي نهاية للدوائر عبر أي نوع للنقل المتوسط باستخدام أي بروتوكول. الفائدة الاساسية هي لغي الاعتماد على نظام معلومات ربط البانات IOSطبقة الربط.
ان نظام MLPSيعمل على طبقة التي تعتبر بشكل عام تربط بين التعريف لنظام OSI مثل نظام النقل الغير متزامن ATM من نظام نقل غير متزامن بصري أو ربط شبكة مشتركة للتخلص من نظام ثنائي الطبقة، لتلبيه أنواع مختلفة من الحركة، ينتمي نظامMLPS إلى عائلة الشبكات المتحولة الحزم.
```
يعبر كوسيط تقليدي بين الطبقة الثانية (طبقة ربط البيانات) والطبقة الثالثة (طبقة ربط الشبكة) وهذه غالبا تنتج كطبقة 2.5 بروتوكول. والتي كانت مصممة لتزويد خدمة حمل البيانات الموحدة لكل من الدائرة المعتمدة على العميل وتحويل الحزمة للعملاء التي توفر نظام خدمة البيانات الرقميه.
```

يمكن ان تستخدم لحمل العديد من الانواع المختلفة من الحركة، وتتضمن حزمة IP وايضا اATMلمحليه، وحزمة SONET واشكال الإنترنت المشتركة.
عدد من التكنولوجيات المختلفة كانت سابقا تستخدم مع اهداف اساسية متطابقة مثل ايطار متناوب ونظام ATM. ويستحدم نظام الإطار المخفي المتناوب ونظام ATM للتاشير والتحويل الاطارات أو الخلايا خلال الشبكة. وللإطار المتناوب ونظام خلية الي الدائرة العمودية التي هي اطار أو خليه تعود لها. ووجه الشبه بين اطار التناوب،ATM و MLPSهو انه كل قفزة خلال شبكة النترنت فانه القيمة المعياريه في المنحنى قد تغيرت وهذا مختلف عن تمرير خدمة IP.
تكنولوجبا MLPS تطورت مع نطاق القدرة ونقاط الضعف لشبكة ATM في الذاكرة. العديد من الشبكات الهندسية توافق على ان ATM يجب ان تتبد ب بروتوكول يتطلب تكاليف اقل بينما توفر خدمات اتصال موجه أو اطار قوى متنوع.
نظام MLPSحاليا يحتل محل بعض من هذه التكنولوجيا في الاسواق. ومن الممكن ان نظامMLPS سوف سحل تماما محل هذه التكنولوجيا مشتقبلا. وبالتالي موائمة هذه التكنولوجيا مع احتياجات السوق الحاليه والمستقبلية.
وبصفة خاصة فان نظام MLPS يستغني عن تغيير وتحويل الخلية وبروتوكول حزمة الإشارة لنظام ATM
```
يميز ان خلية ATMالصغير لا يمكن احتياجها في الشبكة الحديثة الاساسية وبما ان الشبكات الحديثة البصري سريعة جدا كما في عام 2015[1] MPLS Fundamentals, By Luc De Ghein Nov 21, 2006 (
ISBN 1-58705-197-4
) في100 جيجابايت والقريب منها والتي تكون قوتها الكاملة 1500 بايت حزمة لا تتحمل في آلة اقع أي تاخير (الحاجة الي التقليل من هذا التاخير).
```

لدعم الحركات الصوتيه على ATM لتحفيز حركة خلايا ال ATMوبنفس الوقت MLPS تحاول الحفاظ على حركة هندسة ITخارج نطاق السيطرة التي تعمل بالإطار الغير متزامن وال ATM لتوظيف مستوى عالي من الشبكة، بينما تكون إدارة الحركة مفيدة في دمج ال MLPS وربطها تماما ويوجد هناك اشارات متميزة قليلة الوضوح.

## التاريخ
.1994: عرضت توشيبا أفكار جهاز التوجيه الذكي (CSR) إلى IETF BOF
.1996: أعلنت إبسيلون، سيسكو و IBM خطط تبديل التسمية.1997: تشكيل مجموعة عمل IETF MPLS
.1999: أولMPLS VPN (L3VPN) وTE للتطوير.2000: هندسة المرور MPLS
.2001: طلب MPLS الأول (RFCs)
.2002: ((AToM (L2VPN)
.2004: غمبلس؛ L3VPN على نطاق واسع.2006: TEعلى نطاق واسع «قاسية»
.2007: L2VPN على نطاق واسع.2009: التسمية التحويل المتعدد.2011: ملف النقل MPLS
في عام 1996 قامت مجموعة من الشبكات Ipsilon ب اقتراح بروتوكول إدارة التدفق. هذه التقنية التي تعمل فقط على الصرافة الالية لم تحقق الهيمنة على السوق. Cisco Systems عرضت اقتراحا تقتصر على نقل الصراف «علامة التحويل». كان يخضع لملكية Cisco وهو الاقتراح تسميتها «التسمية». وتم تسليمها إلى مجموعة عمل هندسة الإنترنت (IETF). IETF كان يتم فيها عمل مقترحات من بائعين اخرين وتطوير ميزات بروتوكول بتوافق الاراء يجمع بين العديد من الشركات.
الدافع الاصلى كان سيتيح اقامة بسيطة ذات سرعة عالية، منذ مدة كبيرة حيث من المستحيل إعادة توجيه حزم بروتوكول لانترنت تماما في الاجهزة. غير ان التقدم في VLSI جعلت هذه الاجهزة. ومزايا MPLS اساسا تدور حول القدرة على دعم العديد من نماذج الخدمة واداء إدارة المرور. MPLS يوفر أيضا حدوث انتعاشة في اطاريتجاوز مجرد حماية حلقات الربط الشبكى الضوئية المتزامنة.

## العملية
MPLS تقوم بإضافة عنوان وهو جزء من بداية الرسالة التي تحتوي على المعلومات الضرورية حتى تصل الرسالة إلى غايتها إلى حزم المعلومات وقد تحتوي على أكثر من شعار، وهذا ما يسمى بتكدس الشعارات.
```
كل مدخل إلى مكدس الشعارات تحتوي على أربعة حقول:
```

•	20 رقم ثنائي للشعار.
• 3 أرقام ثنائية ل (QoS) جودة الخدمة و (ECN), وهذا الحقل يسمى (EXP).
•	رقم ثنائي واحد أسفل المكدس، إذا كانت قيمته 1 هذا يعني انه آخر شعار في المكدس
•	8 أرقام ثنائية، ل (TTL)
| 00    | 01    | 02    | 03    | 04    | 05    | 06    | 07    | 08    | 09    | 10    | 11    | 12    | 13    | 14    | 15    | 16    | 17    | 18    | 19    | 20                | 21                | 22                | 23             | 24       | 25       | 26       | 27       | 28       | 29       | 30       | 31       |
| ----- | ----- | ----- | ----- | ----- | ----- | ----- | ----- | ----- | ----- | ----- | ----- | ----- | ----- | ----- | ----- | ----- | ----- | ----- | ----- | ----------------- | ----------------- | ----------------- | -------------- | -------- | -------- | -------- | -------- | -------- | -------- | -------- | -------- |
| عنوان | عنوان | عنوان | عنوان | عنوان | عنوان | عنوان | عنوان | عنوان | عنوان | عنوان | عنوان | عنوان | عنوان | عنوان | عنوان | عنوان | عنوان | عنوان | عنوان | TC: (QoS and ECN) | TC: (QoS and ECN) | TC: (QoS and ECN) | S: اسفل المكدس | TTL: TTL | TTL: TTL | TTL: TTL | TTL: TTL | TTL: TTL | TTL: TTL | TTL: TTL | TTL: TTL |

```
هذه الحزم المعنونة يتم تبديلها بعد البحث في الشعارات، كما ذكر أعلاه، عندما (MPLS) أنشئت، البحث في الشعارات كانت اشرع من البحث في جدول التوجيه.
وجود هذا الشعار، يجب أن يكون مبين لدى المحول والموجه، ويستخدم لاحادي الإرسال ومتعدد الإرسال.
[
6
]
```

### الموجه الذي يدعم الMPLS
```
موجه (MPLS) الذي يقوم بالتوجيه بناءا على الشعارات يسمى جهاز توجيه مرور المعلومات وهذا النوع من أجهزة التوجيه موجود في وسط شبكة (MPLS) وهي مسؤولة عن تحول الشعارات المستخدمة لتوجيه الحزم.
عندما يقوم هذا الموجه ب استقبال حزمة، يقوم باستخدام الشعار الموجود على رأس الحزمة كمؤشر للخطوة التالية في المسار، ثم يتم إزالة الشعار ويتم استبدالها بشعار جديد قبل ان يتم توجيه الحزمة إلى الأمام.
```

### موجهات حواف الشبكة
هو موجة يعمل على حواف الشبكة ويعمل كنقاط دخول وخروج من إلى الشبكة، هذا الموجود يقوم ب دفع شعار للحزم الواردة ووإخراجه من الحزم الصادرة.
عند إعادة توجيه مخطط البيانات (IP) في مجال (MPLS), يقوم الموجه باستخدام معلومات التوجيه بتحديد الشعار المناسب، ويتم عنونة الحزمة وفقا لذلك، وبعد ذلك يتم إعادة توجيه الحزمة في مجال (MPLS), وبالمثل عند تلقي الحزم المعنونة التي يتم توجيهها للخروج من مجال (MPLS) يتم ازالة الشعار ويتم أعاده توجيه الحزمة باستخدام قواعد ال (IP) العاديه.

### موجه مزود الخدمة
```
وفي سياق (MPLS) الشبكة الافتراضية الخاصة، موجهات الحواف التي تعمل كوجهات للمداخل والمخارج للشبكات الافتراضية الخاصة والتي تسمى PE) موجهات الحواف.
الأجهزة التي تعمل كأجهزة لتوجيه مرور المعلومات بالمثل تسمى (P),
[
7
]
 وظيفة موجه (P) أسهل بكثير من موجه (PE) لذلك هي اقل تعقيدا\.
```

### بروتوكول توزيع الأوسمة
الشعارات توزع بين موجهات الحواف وموجهات تحويل الشعارات باستخدام شعار توزيع البروتوكولات (LDP),
```
موجهات (LSR) في شبكات (MPLS) الشعارات تتبدل بشكل دوري وتتبادل المعلومات مع بعضها البعض باستخدام إجراءات موحدة من اجل بناء صورة متكاملة عن الشبكة التي بعد ذلك تستخدم لإعادة توجيه الحزم.
```

### المسار المعتمدة على الوسام
```
(ا MPLS) هو مسار خلال شبكة (MPLS) انشأه بروتوكول إرسال الاشارات، هذا المسار تم انشاءه استنادا إلى معايير، المسار يبدأ عند موجه الحواف والذي يتخذ قرار عنونة الحزم، ثم تقوم باعادة توجيه الحزمة إلى الموجه التالي في المسار، الذي يقوم بتبديل الشعار الخارجي للحزمة إلى شعار آخر ثم اعاده توجيهه إلى الموجه التالي، آخر موجه في المسار يقوم بإزالة الشعار من الحزمة وتوجيه الحزمة استنادا إلى عنوانها إلى الطبقة التالية.
لاحظ ان (LSP) احادي الاتجاه، يتم تمكين الحزمة حتى يتم تحويلها معنونه خلال شبكة (MPLS)من نقطه نهاية إلى أخرى، بالرغم من انه الاتصال ثنائي الاتجاه مطلوب، الا ان بروتوكولات إرسال الإشارات الحيوية تقوم بإعداد (LSP) في الاتجاه المعاكس لتعويض ذلك.
كما هو موضح أعلاه، حزم (LSP) عاده تكون نقطه ل نقطه، إلا انه مفهوم جديد أصبح معروفا مؤخرا، نقطه إلى نقاط متعددة وهذا عادة يستخدم لأغراض البث المتعدد.
```

### التوجيه
```
عند دخول حزمة غير معنونه إلى موجه الدخول، ويجب ان تمر من خلال بروتوكول نقل الشبكة (MPLS), أولا يقوم الموجه بتحديد الدرجة المعادلة إعادة التوجيه للحزم ومن ثم إدخال شعار أو أكثر إلى عنوان (MPLS) للحزمة المنشأة جديد، ومن ثم يتم تمرير الحزمة إلى جهاز التوجيه التالي في المسار.

عنوان (MPLS) يتم إضافته بين عنوان طبقة الشبكات وعنوان طبقة الربط. , (مرجع أو إس آي).
[
9
]
```

عندما يتم استقبال حزمة معنونه في موجه (MPLS), اعلى شعار يتم فحصه. استنادا إلى محتوى الشعار فان أحد العمليات (دفع، إزالة، مبادلة) يتم إجرائها.
```
الموجهات قد يكون لديها جداول بحث منشأة قبل عمليه التوجيه والتي تبين أي نوع من العمليات يجب إجرائها استنادا إلى شعار الحزم الواردة.
```

•	في عملية المبادلة، يتم مبادلة الشعار في شعار جديد، قم يتم اعاده توجيه الحزمة خلال المسار المقترن بالشعار الجديد
•	في عملية الدفع، يتم دفع شعار إلى اعلى شعار موجود، وهذا يتيح التوجيه الهرمي لحزم (ام بي ال اس).
•	في عمليه الإزالة. يتم إزالة شعار من الحزمة، إذا كان الشعار الذي تم إزالته آخر شعار، إذا الحزمة ستغادر المسار.

في موجه الخروج، عندما يتم ازالة اخر شعار في الحزمة وتبقى فقط حزمة الحمولة، موجه الخروج يجب ان يحتوي على معلومات التوجيه بحيث يتم توجيه الحزمة دون استخدام جدول بحث الشعارات.

### إضافة وحذف المسارات
```
هناك بروتوكولات متعدده لإدارة المسارات المتعدده، and (LDP)RSVP-TE , وفضلا عن ذلك يوجد امتدادات لبروتوكول (BGP) الذي يستخدم لادارة مسار MPLS.
[
10
]
[
11
]
 

عنوان (MPLS) لا يقوم بتعريف نوع البيانات التي سيتم نقلها في المسار، فاذا اراد احدهم نقل نوعين مختلفين من البيانات بين موجهيين متشابهين، يجب اعداد مسارين مستقلين لكل نوع.
```

## العلاقة مع بروتوكول الإنترنت
MPLS يعمل بالاقتران مع بروتوكول الإنترنت (IP) وبروتوكولات التوجيه، مثل بروتوكول العبارة الداخلية (IGP).
يقوم MPLS وحزم LSP بتزويد دينامية وشفافية للشبكات الافتراضية مع دعم هندسة المرور، ان القدرة على نقل الطبقة الثالثه (IP) VPNs)) مع مساحات العناوين المتراكبة ودعم الطبقة الثانية باستخدام محاكاة الاسلاك الوهمية بصورة عاكسة ثلاثية الابعاد من الحافة إلى الحافة السادسة عشر (PWE3)  قادرة على نقل الحمولات النقل متنوعة (الصراف الالي من الاصدارين الرابع والسادس وترحيل الاطارات، الخ).
MPLS هي اجهزة مزودة بامكانية يطلق عليها LSRs. يمكن تعريف المسارات إلى LSR باستخدام ترتيب خطوة بخطوة أو بشكل ديناميكى وتوجيهها بواسطة أقصر مسار اولا (CSPF) أو تكوين مسار مبسط يتلافى أو يتجنب عنوان IP معين. في شبكه بروتوكولات الإنترنت المجردة (IP), يتم اختيار المسار الأقصر حتى لو كان مزدحما.
وفي شبكة IP MPLS وهندسة المرور والتوجيه CSPF يمكن النظر في قيود عرض النطاق الترددي للروابط التي تم اجتيازها أو الروابط المتداخلة، حيث ان أقصر مسار من عرض النطاق الترددى المتوفر يتم اختياره.
يعتمد MPLS وهندسة المرور على استخدام امتدادات بروتوكول TE لفتح أقصر مسار اولا (OSPF) أو نظام وسيط إلى نظام وسيط (IS-IS) RSVP. وبالإضافة إلى القيود المفروضة على عرض النطاق الترددى، يستطيع المستخدمون ل RSVP أيضا تحديد القيود بتحديد خصائص الارتباط واحتياجاتها الخاصة لتوجيه مسار (أو لا) اعتمادا على علاقة بعض الصفات.
فيما يتعلق بالمستخدمين النهائين، فإن استخدام MPLS تكون غير مرئية مباشرة لكن يمكن الافتراض عند إجراء امر تعقب المسار: أن العقد الوحيدة التي تقوم بعمليه التوجيه الكاملة بوصفها خطوة في المسار الصحيح عدا ذلك لا تستخدم. ولذلك عندما ترى ان حزمة الخطوات بين عقدتين بعيدة جدا ولا من المحتمل جدا ان تستخدم شبكة (MPLS).

### الحماية المحلية (إعادة التوجيه السريعة)
في حالة فشل الشبكة واليات استرداد العنصر عند استخدام طبقة IP, قد يستغرق الامر عدة ثوان التي قد لا تكون مقبولة لتطبيقات الوقت الحقيقى مثل VoIP[18][19][20. في المقابل MPLS الحماية المحلية تفى بمتطلبات تطبيقات الوقت الفعلى مع أقصر مسار سد شبكات أو شبكات SONET لاقل من 50 مللى ثانية.

## مقارنات
MPLS تمكن من الاستفادة من شبكة الصرافة الالية الموجودة أو ترحيل الاطارات والاستفادة من البنية التحتية ومعرفات الدائرة الافتراضية والعكس.

### ترحيل الاطارات
يهدف تحرير ترحيل الاطارات إلى زيادة كفاءة استخدام الموارد المادية التي تسمح بخدمات البيانات من خلال الاتصالات السلكية واللاسلكية وشركات التطوير لعملائها لكن من المستبعد أن يقوم العملاء باستخدام خدمات البيانات بنسبة مئة بالمئة، وبالتالي اكتسب ترحيل الاطارات معة سيئة في بعض الاسواق بسبب الافراط في عرض النطاق الترددى المتاح لهذه وشركات الاتصالات.
وكثيرا ما تقوم شركات الاتصالات ببيع ترحيل الاطارات إلى الشركات التي تبحث عن بديل ارخص للخطوط المخصصة، حيث تستخدم في مختلف المناطق الجغرافية التي تعتمد بشكل كبير على شركات الاتصالات الحكومية والسياسات.
يقوم العديد من العملاء على التبديل من ترحيل الاطارات إلى استخدام MPLS عبر بروتوكول الإنترنت (IP) أو Ethernet خلال العامين القادمين، حيث ساهمت في كثير من الحالات في تخفيض التكاليف وتحسين اداء وقابلية إدارة الشبكات الواسعة.

### الصراف الالي (نمط النقل غير المتزامن)
في حين أن البروتوكولات والتقنيات الأساسية تختلف، فإن كلا من الصراف الالي و MPLS توفران اتصال قائم على نقل البيانات عبر شبكات الكومبيوتر، وفي كلتا التقنيتين، تستخدم اساليب التضمين لنقل البيانات عبر الاتصال.
أهم الاختلافات في النقل وأساليب التضمين، MPLSلها القدرة على العمل بمقدار طول متغير للحزم، بينما الصراف الالي يقوم بالنقل من خلال مقدار طول ثابت (53 بايت).
هناك اختلافات في طبيعة العلاقات، حيث أن اتصال ال MPLS (LSP) يكون في اتجاه واحد، أي انه يسمح بمرور البيانات باتجاه واحد فقط بين نقطتين نهائيتين. ان اقامة اتصالات ثنائية بين نقطتين نهائيتين يتطلب زوج من حزم LSP. كما أن البيانات المتدفقة في الاتجاه الامامى قد تستخدم طريقا مختلفا عن البيانات المتدفقة في الاتجاه المعاكس.اتصال الصراف الالي من نقطة إلى نقطة ظاهريا من جهة أخرى هي ثنائية الاتجاه، مما يسمح بتدفق البيانات في كلا الاتجاهين في نفس المسار (SVC PVC اتصالات هي ثنائية الاتجاه. افحص ITU-T I.150 3.1.3.1).
ان كلا من بطاقات الصراف الالي و MPLS تدعم قنوات اتصال داخل الاتصالات. MPLS تستخدم تسمية التجميع لانجاز هذه المسارات الافتراضية في حين يستخدم الصراف الإلى المسارات الظاهرية يمكن تكديس البروتوكولات المتعددة (MPLS) تسميات متعددة لتشكيل الانفاق داخل الانفاق. المسار الظاهري للصراف الالي ومؤشرالشبكة الدائرية الظاهرية يحملان معا على رأس الخلية.
الميزة التي تتفوق بها ال MPLS على الصراف الالي هي انها صممت منذ البداية لتكون مكملة لبروتوكول الإنترنت.
ان أجهزة التوجيه الحديثة قادرة على دعم كلا من ال MPLS و ATM عبر الواجهة المشتركة تسمح لمشغلو الشبكات قدرا كبيرا من المرونة في تصميم الشبكة وتشغيلها.

## النشر
MPLS حاليا هي قيد الاستخدام من قبل شبكات (أي بي) فقط، تم توحيدها خلال IETFفي RFC 3031 , ثم تنتشر حتى تصل إلى عمليات نشر كبيرة جدا.
```
عمليا، تستخدم لتوجيه وحدات بيانات البروتوكول إلى الامام، وخدمة شبكة (LAN) الافتراضية الخاصة والتطبيقات الرئيسيه ل (MPLS) هي حركة الاتصالات السلكية واللاسلكية الهندسية.
==التطوير==
```

قد اقترح (MPLS) السماح باعادة توجيه حركة المرور عالية الاداء وهندسة المرور في شبكات IP (بروتوكولات الإنترنت), وتطورت (MPLS).. لتسمح (GMPLS) بانشاء المسارات المحولة في شبكات IP غير الاصلية مثل
· SONET/SDH networks
· wavelength switched optical networks .

## منافس البروتوكولات
(MPLS) ممكن ان تتواجد في في كلا (IP4V < IP6V) باستخدام بروتوكولات التوجيه. إن الهدف الرئيسي من من تطوير (MPLS) زيادة سرعه التوجيه، الا ان هذا الهدف لم يعد ذو اهميه بسبب استعمال اساليب التحويل الحديثه مثل
· ASIC
· TCAM
· CAM
لذلك فإن التطبيق الرئيسي ل (MPLS) هو تنفيذ هندسة المرور المحدود وطبقة 3/ طبقة 2 «نوع موفر الخدمة».